# ستيفن كرولي
ستيفن كرولي (18 ديسمبر 1961 في المملكة المتحدة - ) (بالإنجليزية: Stephen Crowley)‏ هو لاعب كريكت بريطاني. لعب مع Norfolk County Cricket Club ‏.

## وصلات خارجية
- ستيفن كرولي على موقع إي آس بي آن كريك إنفو (الإنجليزية)